# Christian Konrad Sprengel

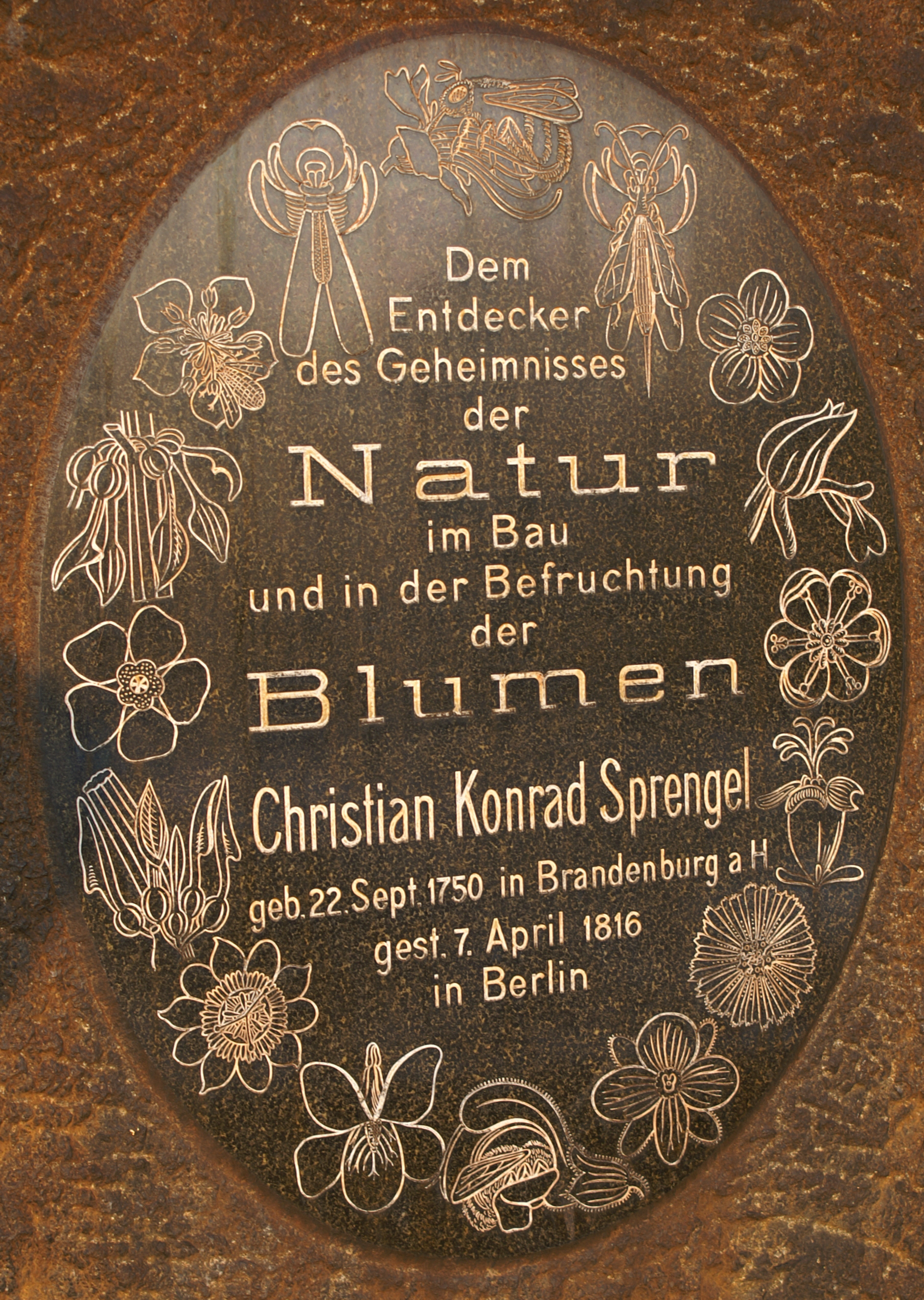
Minnestavla i Botaniska trädgården, Berlin.

Christian Konrad Sprengel, född 22 september 1750 i Brandenburg an der Havel, död 7 april 1816 i Berlin, var en tysk botaniker. Han var farbror till Kurt Sprengel.
Sprengel var 1780-1794 rektor vid lutherska stadsskolan i Spandau. Han uppvisar i sitt enda, men mycket betydelsefulla botaniska arbete Das entdeckte Geheimniss der Natur im Bau und in der Befruchtung der Blumen (1793) betydelsen av blommornas färg, doft och honungsavsöndring såsom nödvändiga för växtens bestånd på fortplantningens väg genom insekternas förmedling. Hans samtid insåg ej betydelsen av detta arbete, och först efter mer än 60 år blev det av Charles Darwin framdraget ur glömskan och till sitt fulla värde uppskattat. Sprengel betraktas därför som blombiologins grundläggare. Han skrev även Die Nützlichkeit der Bienen und die Nothwendigkeit der Bienenzucht (1811). 
Auktorsnamnet C.K.Spreng. kan användas för Christian Konrad Sprengel i samband med ett vetenskapligt namn inom botaniken; se Wikipediaartiklar som länkar till auktorsnamnet.